# لازارلا (فیلم)
لازارلا (به انگلیسی: Lazzarella) فیلمی ایتالیایی محصول سال ۱۹۵۷ و به کارگردانی کارلو لودوویکو براگالیا است. در این فیلم بازیگرانی همچون الساندرو پانارو، ماریو جیروتی ، رزلا کومو، لوئیجی دی فیلیپو، دومنیکو مودونیو، ایرن تانک، تینا پیکا ، دولوریس پالومبو ، اورلیو فیرو، ریکاردو گرونه ، توری پاندولفینی ایفای نقش کرده‌اند.